# St. Christopher Island
St. Christopher Island (englisch; bulgarisch остров Св. Христофор ostrow Sw[eti] Christofo) ist eine größtenteils vereiste, in südwest-nordöstlicher Ausrichtung 680 m lange, 580 m breite und 24 Hektar große Insel im Archipel der Biscoe-Inseln westlich der Antarktischen Halbinsel. Sie liegt 3 km südwestlich des Edholm Point von Krogh Island, 90 m westnordwestlich von Bona Mansio Island und 1,86 km südöstlich des Talbott Point von DuBois Island.
Die bulgarische Kommission für Antarktische Geographische Namen benannte sie 2020 nach dem Heiligen Christophorus, dem Patron der Reisenden.